# Зисо Попов
Живко (Зисо) Москов Николов Попов е български военен и революционер, Бабчорски селски войвода на Вътрешната македоно-одринска революционна организация.

## Биография
Зисо Попов е роден на 3 май 1882 година в Бабчор, тогава в Османската империя. Присъединява се към ВМОРО и в периода 1901 – 1902 участва в пренасянето на оръжие от Кюстендил към Костур. По време на Илинденско-Преображенското въстание е войвода на селската чета на Бабчор и участва в сборната чета на Иван Попов, Манол Розов, Михаил Розов, Пандо Кляшев и Васил Чекаларов и в сраженията при Невеска и Апоскеп.
| Чета на Зисо Николов, 11 декември 1904 година | Чета на Зисо Николов, 11 декември 1904 година | Чета на Зисо Николов, 11 декември 1904 година | Чета на Зисо Николов, 11 декември 1904 година | Чета на Зисо Николов, 11 декември 1904 година |
| Номер                                         | Име                                           | Селище                                        | Околия                                        | Забележка                                     |
| --------------------------------------------- | --------------------------------------------- | --------------------------------------------- | --------------------------------------------- | --------------------------------------------- |
| 1.                                            | Зисо Николов                                  | Бабчор                                        | Костурска                                     |                                               |
| 2.                                            | Ставро Николов                                | Охрид                                         | Охридска                                      |                                               |
| 3.                                            | Илия Костадинов                               | Ресен                                         | Ресенска                                      | [ 3 ]                                         |

Зисо Попов участва във възстановяването на революционната организация след потушаването на въстанието. По-късно емигрира в Сейнт Луис, САЩ. Там го застига вестта за предстоящата Балканска война, заради която се завръща в България. След Междусъюзническата война се установява в София. Като ефрейтор участва в Първата световна война.
През 1919 година Зисо Попов участва в откриването на чешма-паметник на Втора армия в Левуново, а в периода 1919 – 1921 година е кмет на селото. Участва в дейността на възобновената от Тодор Александров ВМРО и е неин главен организатор в Мелнишко. Една година от 1923 – 1924 е общински кмет на Свети Врач.
В края на август 1924 година Зисо Попов заминава за Мелнишко, като е избран за делегат на несъстоялия се конгрес на ВМРО в местността Лопово. Там го заварва вестта за убийството на Тодор Александров и се присъединява към десницата във ВМРО под водачеството на Иван Михайлов. Членува в Спомагателната организация на ВМРО, а лидерът на ВМРО го нарича:
| „ | Много буденъ и родолюбивъ човѣкъ. Преданъ на народното дело. | “ |

През 1925 година, по време на Петричкия инцидент, Зисо Попов е комендант на четите по левия бряг на Струма и има заслуга за отблъскването на гръцките войски. Делегат е на окръжния конгрес на ВМРО в Банско на 11 – 12 януари 1926 година и подкрепя въоръжената разправа с левицата в организацията, а през 1931 година е избран за член на окръжното ръководство.
Зисо Попов е кмет на Свети Врач повторно от 1930 до 30 май 1932 година като участва в изграждането на околийската лечебница „Тодор Александров“ и хижа „Велебит“. В началото на 1934 година свидетелства пред Страхил Развигоров, а по-късно и пред самия Иван Михайлов, за разложението в редовете на организацията:
| „ | С изключение на малки единици целият апарат от функционери трябва да бъде коренно променен. Навсякъде се влагат лични интереси под маската на доброто на делото и по такъв начин създава се настроение срещу движението и руши се самото дело. Това важи от най-малките до най-големите функционери в окръга. | “ |

През 1934 – 1935 година, след Деветнадесетомайския преврат, Зисо Попов е интерниран в Плевен, лежи и в Горноджумайския затвор.
След Деветосептемврийския преврат от 1944 година е арестуван и заедно с още 30 световрачани е разстрелян край Латрово, Демирхисарско от местния партизански отряд „Яне Сандански“.
Зисо Попов е женен и има три деца.